# Ahlafors Spinneri
Ahlafors Spinneri var en svensk textilfabrik vid Hältorpsån i Alafors. Fabriken startade 1855 och lades ned 1966.
Fabriken grundades av bland andra industrimannen Alexander Keiller d.ä., men bytte snart ägare. Som mest hade spinneriet omkring 500 anställda. Sedan 1996 har bl.a. Nol-Alafors kulturförening, Ahlafors bryggerier, Ahlafors IF och No Tjafs lokaler i den gamla fabriksbyggnaden.

## Bilder

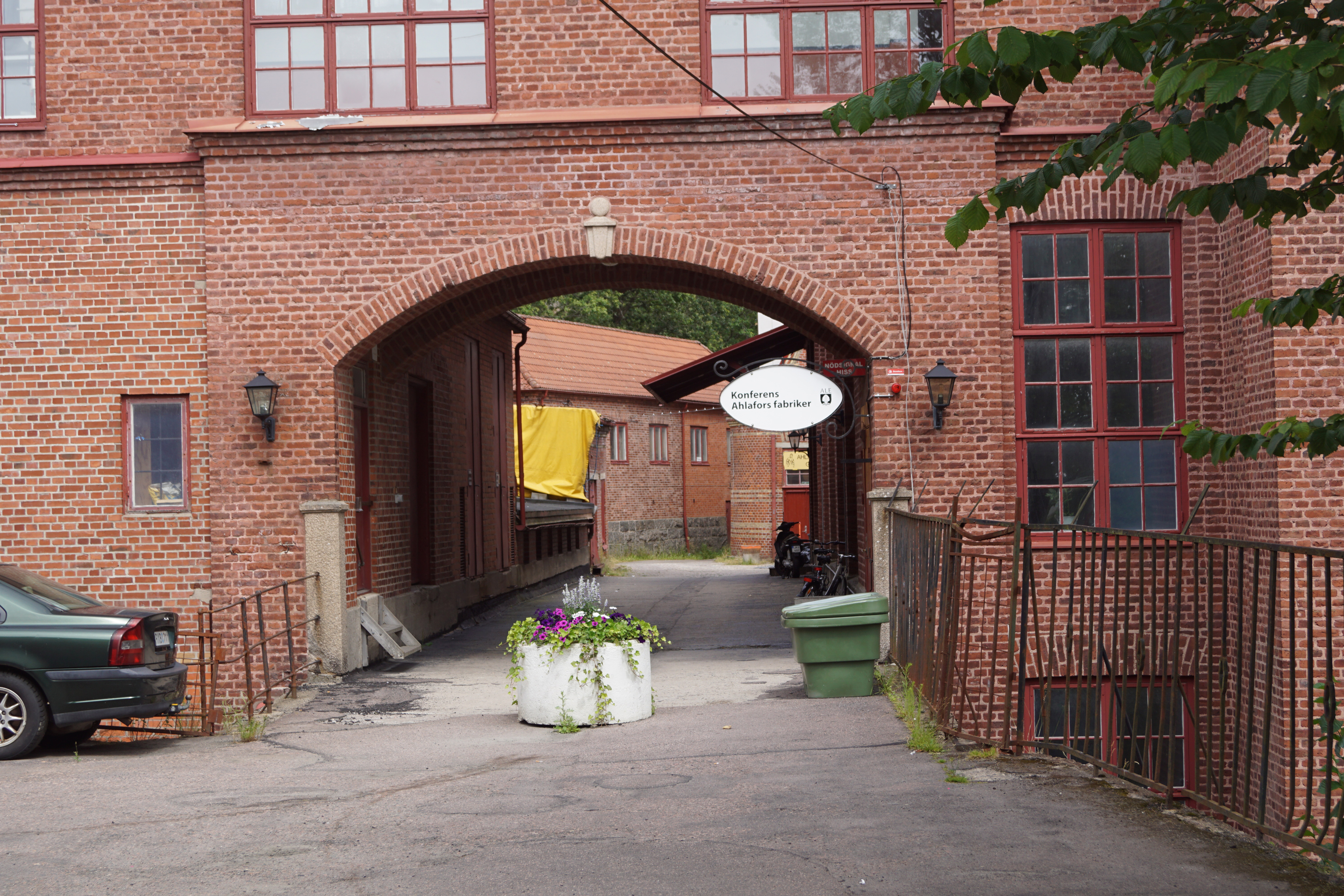
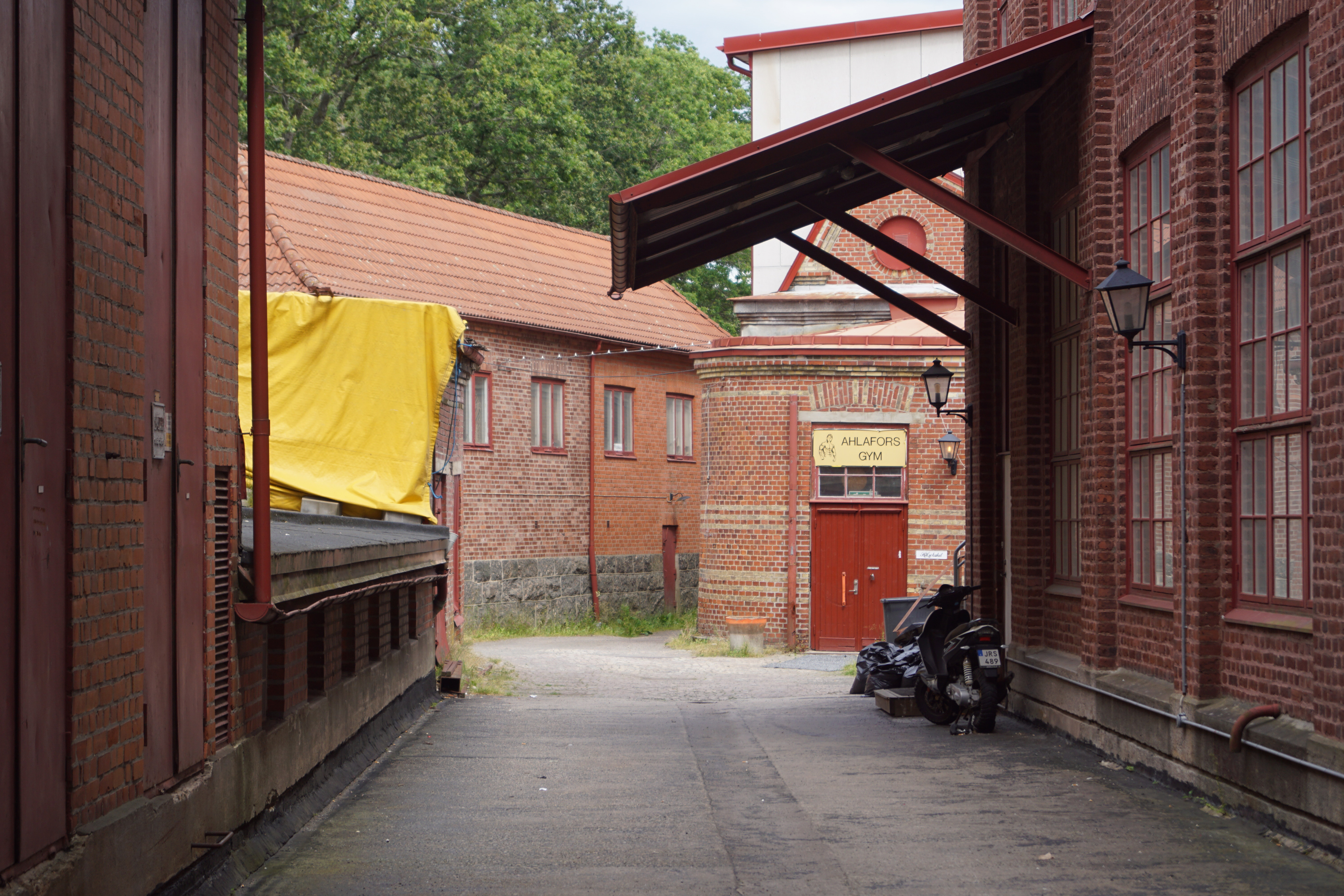
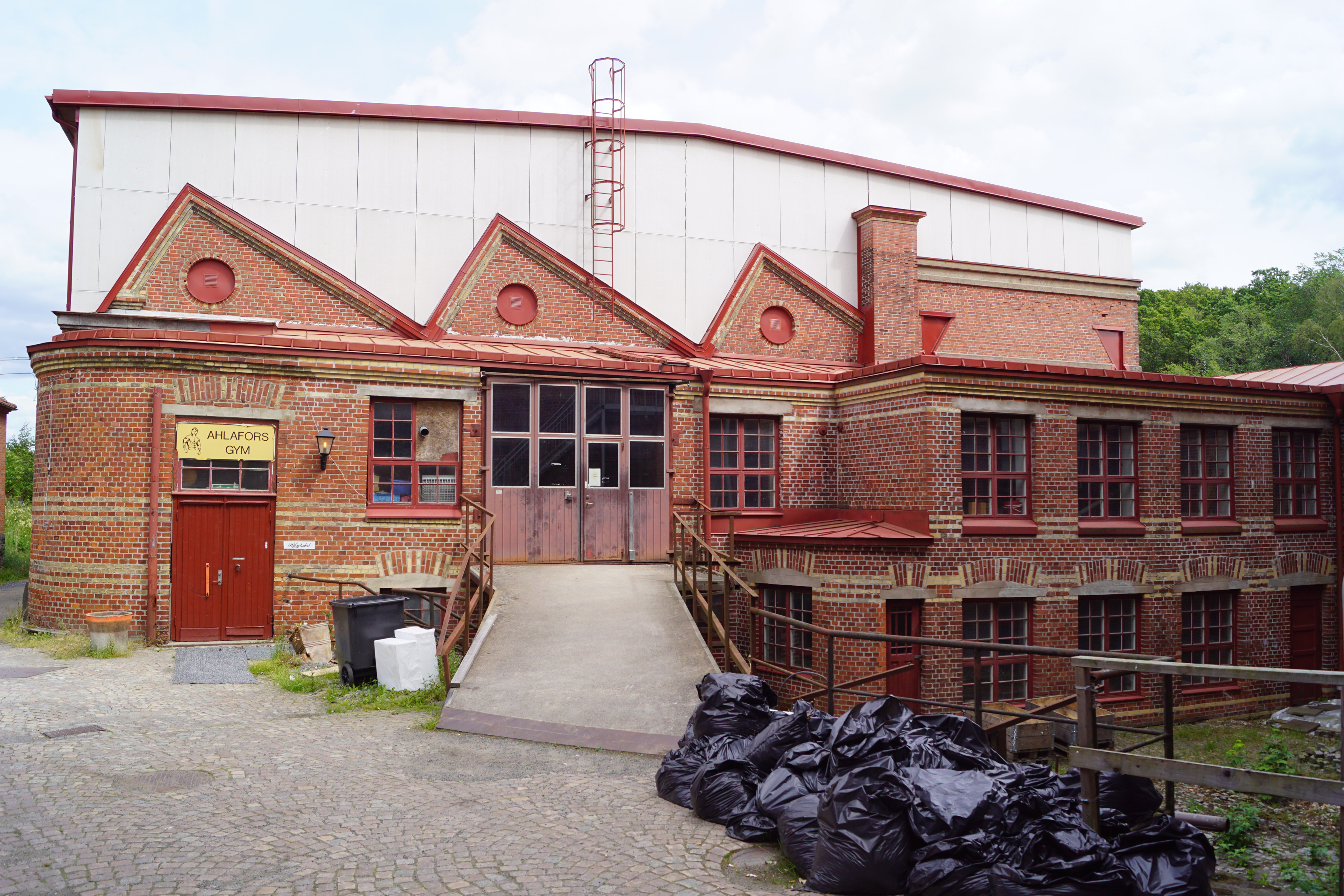
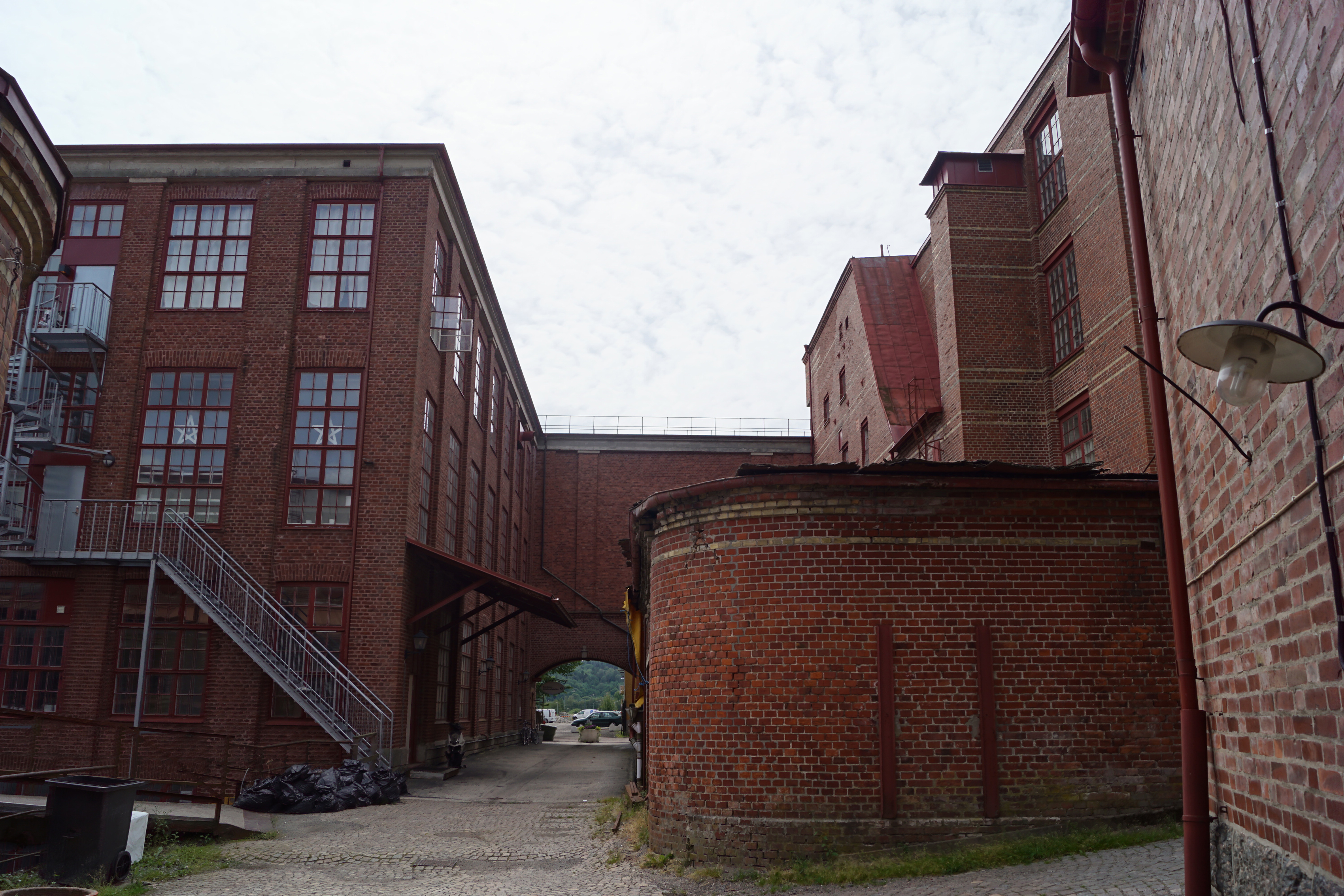